# Zerowy kilometr
Zerowy kilometr (Kilomètre zéro) – film z 2005, którego reżyserem oraz twórcą scenariusza jest Hiner Saleem. "Zerowy kilometr" jest pierwszym irackim filmem wybranym do oficjalnego współuczestniczenia w Festiwalu Filmowym w Cannes.

## Opis fabuły
Film drogi, którego akcja rozgrywa się w irackim kurdystanie podczas wojny iracko-irańskiej. Młody Kurd, Ako, marzy o opuszczeniu kraju, jednak zostaje wcielony do armii irackiej i wysłany na front toczącej się właśnie wojny z sąsiednim Iranem. Tam spotyka się z nietolerancją w związku ze swoim kurdyjskim pochodzeniem. Niespodziewaną szansą ucieczki do rodziny ma być dla niego rozkaz eskortowania grupy żołnierzy. Kierowca samochodu, którym mają wracać, okazuje się być Arabem, żywiącym wrogie uczucia w stosunku do Kurdów.

## Obsada
- Nazmi Kirik
- Eyam Ekrem
- Belcim Bilgin
- Ehmed Qeladizeni
- Nezar Selami